# 田村顕当
田村 顕当（たむら あきまさ、寛永5年（1628年） - 元禄13年8月24日（1700年10月4日））は江戸時代の旗本寄合席。奥医師田村安栖家分家の旗本坂上氏族田村氏当主。諱は顕当。通称は九十郎、助大夫。父は田村長衞（助太郎）、母は石川小隼人の娘。正室は能勢頼次（摂津守）の娘。継室は松平昌吉（勝左衛門）の娘。子は田村顕豊、田村長伯（安栖）、田村顕治、福島為従、田村誠顕（一関藩主田村建顕養子）、田村顕孝など6男4女1養女。石高500石のち800石。
二の丸留守居や留守居番などを勤める。

## 生涯
生家は坂上広野の子孫にあたる丹波国の田村吉長（丹波守）の子で千本典薬の家を継いだ後に後北条氏に医師として仕えた田村安栖軒宗仙を家祖とする幕府奥医師・田村安栖家の分家にあたり、父の長衞は田村安栖法印長頥の次男で、走水奉行を勤める。姉は会津松平家家臣である丹羽氏の妻で、兄の長久は書院番士となったものの、寛永17年（1640年）に早世している。
寛永20年（1643年）に小姓組番士となり、後に書院番士に転じ、正保4年12月20日（1648年）に父の家督を継ぐ。慶安3年（1650年）から西の丸勤めとなり、後に本丸勤めとなる。寛文10年（1670年）に継室との間に五男の長信が誕生している。
延宝5年閏12月22日（1678年）に父の長衞同様に二の丸留守居に就任し、天和2年（1682年）には300石加増されて知行800石となる。天和年間刊行の武鑑において、二之御丸留守居に「六百石　こひなた　田村助太夫」の記述がみられる。
元禄元年（1688年）には二の丸張番之輩支配となり、翌元禄2年（1689年）には留守居番に就任して布衣を着ることを許可される。また元禄9年（1696年）には五男の長信が遠縁で奏者番の一関藩主田村建顕の婿養子となっている。
元禄13年7月12日（1700年）に留守居番を辞して旗本寄合席に列するが、それから約1か月ほどで死去した。享年73。墓所は赤坂の種徳寺。